# Пилипонка
Пилипонка (укр. Пилипонка) — село на Украине, основано староверами-"пилипонами" (отсюда и название) в 1760-х гг., впервые упоминается в 1785 году. Находится в Брусиловском районе Житомирской области.
Население по переписи 2001 года составляет 266 человек. Почтовый индекс — 12623. Телефонный код — −3782. Занимает площадь 9,026 км².

## Адрес местного совета
с. Романовка, ул. Центральная, 28